# Рокіцини (Лодзинське воєводство)
Рокіцини (пол. Rokiciny) — село в Польщі, у гміні Рокіцини Томашовського повіту Лодзинського воєводства.
Населення — 249 осіб (2011).
У 1975-1998 роках село належало до Пйотрковського воєводства.

## Демографія
Демографічна структура станом на 31 березня 2011 року:
|          | Загалом | Допрацездатний вік | Працездатний вік | Постпрацездатний вік |
| -------- | ------- | ------------------ | ---------------- | -------------------- |
| Чоловіки | 134     | 18                 | 94               | 22                   |
| Жінки    | 115     | 12                 | 59               | 44                   |
| Разом    | 249     | 30                 | 153              | 66                   |